# Modrý posuv

Rudý a modrý posuv barvy světla zdroje v pohybu vlivem Dopplerova jevu

Modrý posuv je fyzikální jev zkrácení vlnové délky a zvýšení frekvence elektromagnetického záření. Opačným jevem je rudý posuv, který je v astronomii podstatně častější v důsledku rozpínání vesmíru.
Modrý posuv se projevuje u objektů, které se přibližují k pozorovateli, na základě Dopplerova jevu. V případě viditelného světla se tím barva spektra posouvá směrem k modré, resp. fialové. Gravitační modrý posuv je způsoben vstupem fotonů do gravitačního pole.